# Picinguaba
Picinguaba é um distrito do município brasileiro de Ubatuba, que integra a Região Metropolitana do Vale do Paraíba e Litoral Norte, no litoral do estado de São Paulo.

## História

### Origem
A sede do distrito é a Vila de Pescadores de Picinguaba, onde vive grande parte dos moradores do Núcleo Picinguaba do Parque Estadual da Serra do Mar.

### Toponímia
A origem do nome Picinguaba é atribuída à língua tupi-guarani segundo a qual significa refúgio dos peixes. O nome Picinguaba também é atribuído a alguns indígenas do Rio de Janeiro.

### Formação administrativa
- Distrito criado pelo Decreto-Lei n° 14.334 de 30/11/1944, com o povoado de Picinguaba e terras do distrito sede de Ubatuba[4].

## Geografia

### Localização
É a localidade do litoral paulista localizada mais ao norte do estado, fazendo divisa com o município de Paraty, no estado do Rio de Janeiro.

### População urbana
| Crescimento população urbana | Crescimento população urbana | Crescimento população urbana | Crescimento população urbana |
| Censo                        | Pop.                         |                              | %±                           |
| ---------------------------- | ---------------------------- | ---------------------------- | ---------------------------- |
| 1950                         | 290                          |                              | —                            |
| 1960                         | 293                          |                              | 1,0%                         |
| 1970                         | 319                          |                              | 8,9%                         |
| 1980                         | 1 098                        |                              | 244,2%                       |
| 1991                         | 980                          |                              | −10,7%                       |
| 2000                         | 1 328                        |                              | 35,5%                        |
| 2010                         | 1 213                        |                              | −8,7%                        |
| Fonte: IBGE e Fundação SEADE |                              |                              |                              |

### População total
Pelo Censo 2010 (IBGE) a população total do distrito era de 1 961 habitantes.

### Área territorial
A área territorial do distrito é de 222,929 km².

## Infraestrutura
Na vila de pescadores existem diversas casas para alugar e pousadas.

## Galeria de fotos

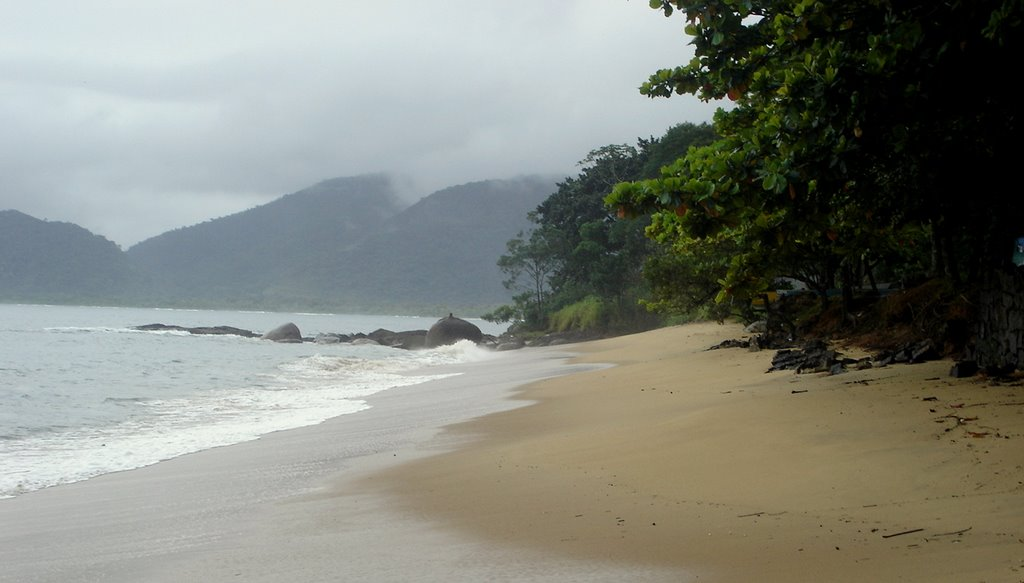
Praia da Vila de Pescadores de Picinguaba
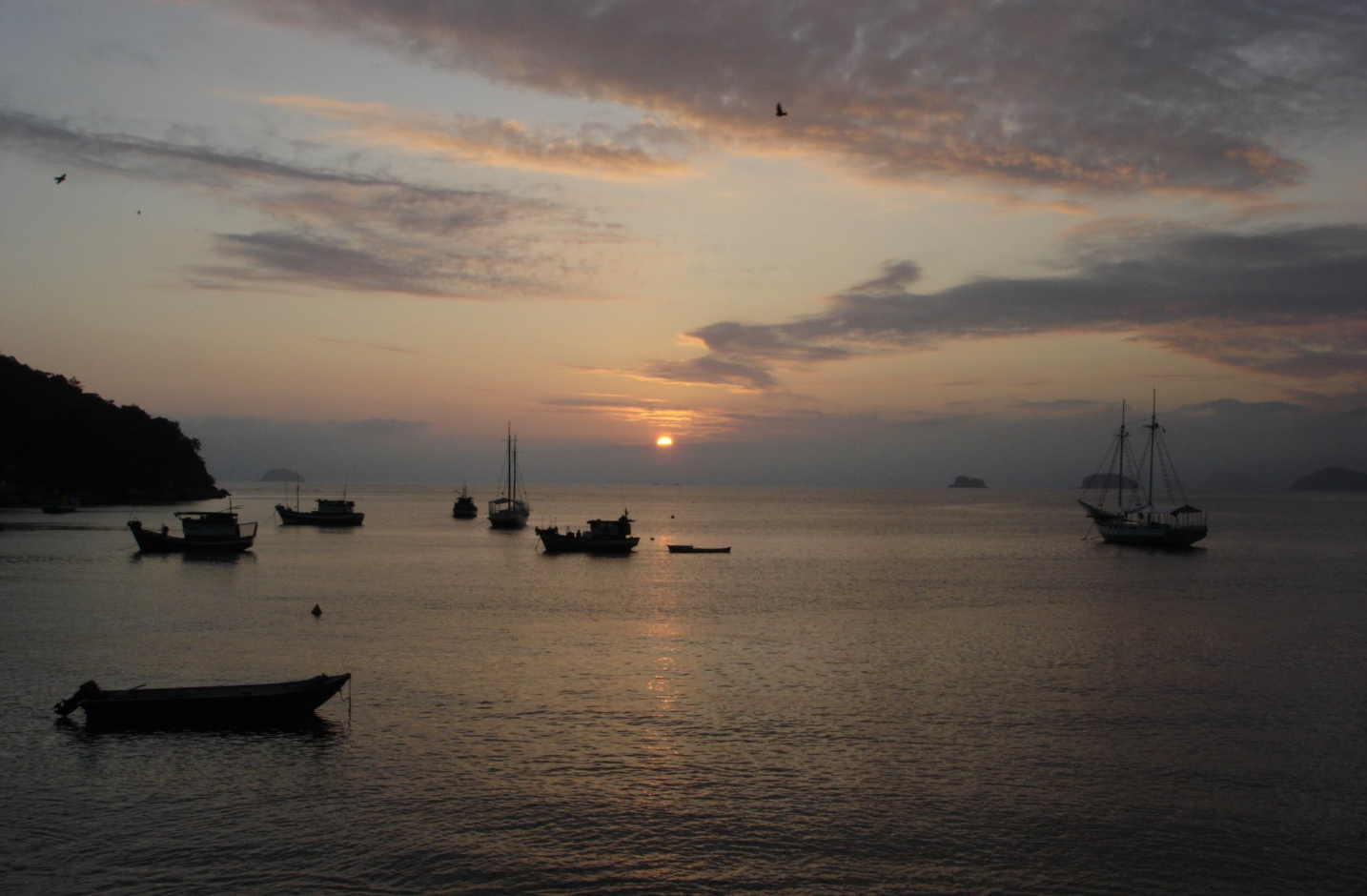
Pôr do sol e barcos na baía ao final da tarde em 2007